# Jon Newsome
Jon Newsome (født 6. september 1970 i Sheffield, England) er en tidligere engelsk fodboldspiller, der spillede som midterforsvarer. Han var på klubplan tilknyttet Sheffield Wednesday, Leeds United, Norwich City og på lejebasis Bolton Wanderers. I 1992 var han med Leeds med til at vinde det engelske mesterskab.

## Titler
Engelsk 1. division
- 1992 med Leeds United